# بوكيت كوفى
Pocket Coffee هي علامة تجارية لشركة Ferrero لمنتجات الحلويات المصنوعة من الشوكولاتة ، واللى تباع عالميا. تم تسويقها لأول مرة في إيطاليا سنة 1968، كل قهوة جيبية عبارة عن غلاف مغلف بشكل فردي من الشوكولاتة الداكنة يحتوي على سائل الإسبريسو .  كما هو الحال مع منتجات Ferrero's Rocher وMon Chéri وRaffaello ، فإن الإنتاج يتوقف من المبيعات من نوفمبر إلى أبريل.
يتم بيع قهوة الجيب على نطاق واسع في إيطاليا ، حيث يقع المقر الرئيسي لشركة فيريرو في ألبا، بييمونتي ؛ وألمانيا هي ثاني أكبر سوق. وفي السبعينيات كان متوفر بسهولة في المتاجر في فرنسا كمان.